# Барское-Городище
Барское-Городище — село в Суздальском районе Владимирской области России, входит в состав Павловского сельского поселения.

## География
Село расположено на правом берегу реки Нерль (приток Клязьмы) в 5 км на северо-восток от центра поселения села Павловское и в 9 км на юго-восток от райцентра города Суздаль.

## История
Городище называется Барским, потому что исстари принадлежало помещикам. Так в начале XVIII столетия владельцем села был помещик Стефанов, пожертвовавший в 1719 году в местную церковь икону Знамения Божией Матери, писанную с чудотворной новгородской иконы Знамения Божией Матери, украшенную жемчугом и разноцветными драгоценными камнями. В половине XIX века владельцем села был князь П.А. Долгоруков. Церковь в Барском Городище во имя святой Живоначальной Троицы, с теплым приделом в честь иконы Знамения Божией Матери, построена усердием прихожан в 1792 году, вместо обветшавшей деревянной. Зданием церковь каменная, с таковою же колокольнею. Из святых икон особенным благоговением прихожан пользуется древняя икона Федоровской Божией Матери. В 1896 году в селе числилось 111 дворов, 406 душ мужского пола и женского — 454. В селе существовала с 1864 года земская народная школа.
В конце XIX — начале XX века село входило в состав Городищевской волости Суздальского уезда.
С 1929 года деревня входила с состав Спас-Городищенского сельсовета Суздальского района, позднее — в составе Павловского сельсовета.

## Население
| 1859 | 1897 | 1926 |
| ---- | ---- | ---- |
| 611  | 821  | 928  |

| 1859 | 1897 | 1905 | 1926 | 2002 | 2010 | 2021 |
| ---- | ---- | ---- | ---- | ---- | ---- | ---- |
| 611  | ↗821 | ↗861 | ↗928 | ↘218 | ↗252 | ↗286 |

## Инфраструктура
В селе расположена ГКОУ «Барско-Городищенская специальная (коррекционная) общеобразовательная школа-интернат». Также у них имеется заброшенный магазин и Животноводческое хозяйство 

## Достопримечательности

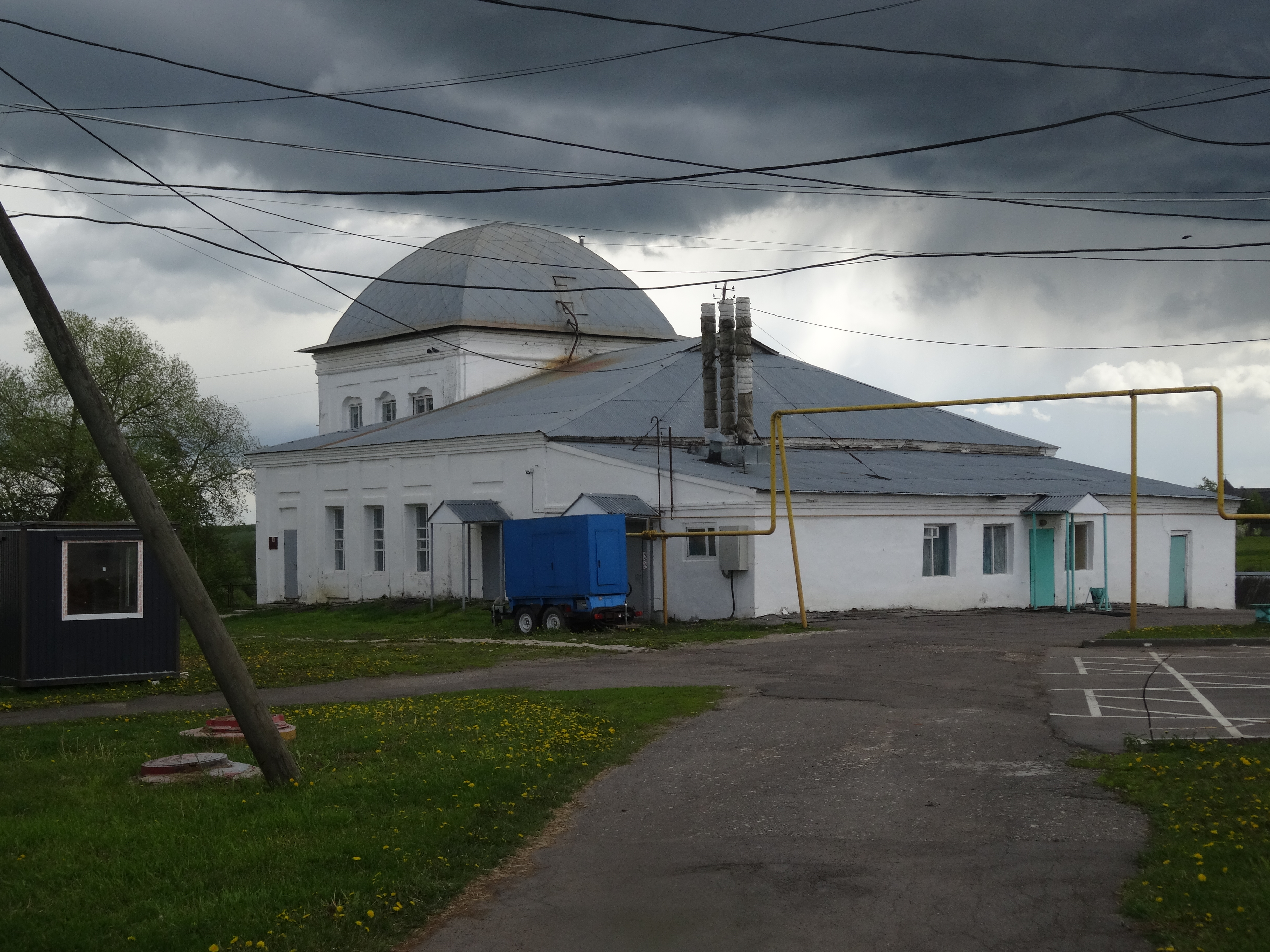

В селе находится недействующая Церковь Троицы Живоначальной (1792), переоборудованная под столовую школы-интерната.

## Известные уроженцы
- Додонов, Михаил Яковлевич (1897—1963)  — советский военачальник, генерал-майор.